# 克拉科 (德国)
克拉科（德語：Krackow，德語發音：[ˈkraːko]）是德国梅克伦堡-前波美拉尼亚州的一个市镇，隶属于前波美拉尼亚-格赖夫斯瓦尔德县。总面积为44.18平方千米，截至2020年总人口为620人。